# Ontmoeting van Plombières
De Ontmoeting van Plombières was een geheime ontmoeting tussen de Franse keizer Napoleon III en graaf Camillo Benso di Cavour, de eerste minister van Piëmont-Sardinië, die plaatsvond in Franse plaats Plombières-les-Bains op 21 juli 1858.

## Afspraken en gevolgen
Zes maanden na de mislukte aanslag op Napoleon III door Felice Orsini, legde de Franse keizer zich toe op de Italiaanse kwestie, een aangelegenheid die hij genegen was. In Plombières sloten beide leiders een geheim akkoord af en besloot men een verdrag af te sluiten waarbij Frankrijk Piëmont-Sardinië militair zou steunen in geval van een inval van Oostenrijk. In ruil zou Frankrijk het hertogdom Savoye (Savoie) en ook het graafschap Nizza (Nice) verwerven. De overdracht van het Italiaanstalige Nizza lag moeilijker bij Cavour dan voor het Franstalige Savoye. Maar uiteindelijk gaf hij toe.
Deze militaire steun in ruil voor Franse territoriale expansie is een voorbeeld van de drinkgeldpolitiek die Napoleon III voerde.
Deze geheime afspraken werden geratificeerd in Turijn op 26 januari 1859. Op 29 april van dat jaar volgde ook daadwerkelijk een Oostenrijkse inval in Piëmont-Sardinië, wat de Tweede Italiaanse Onafhankelijkheidsoorlog inluidde. Frankrijk kwam met de geheim beloofde militaire steun en de inval van de Oostenrijkers werd afgeslagen. De grootste veldslagen van deze oorlog waren de Slag bij Magenta (4 juni 1859) en de Slag bij Solferino (24 juni 1859). Piëmont-Sardinië wist na deze oorlog Lombarije te annexeren. Op 24 maart 1860 werd met het Verdrag van Turijn de Franse annexatie van Nice en Savoie officieel vastgelegd.
De inhoud van de geheime ontmoeting in Plombières geraakte pas bekend na onderzoek van de archieven van Cavour.